# يوديد الكوبالت الثنائي
 يوديد الكوبالت الثنائي  مركب كيميائي له الصيغة CoI2، ويكون على شكل مسحوق بلوري أسود اللون، ويوجد منه شكل آخر يكون على شكل بلورات صفراء. يوجد منه شكل مائي على صيغة سداسي هيدرات CoI2.6H2O .

## الخواص
- لمركب يوديد الكوبالت الثنائي انحلالية جيدة في الماء.
- يتبلور يوديد الكوبالت الثنائي على شكلين متمايزين، وهما الشكل ألفا α و بيتا β. يتألف الشكل ألفا من بلورات سداسية سوداء اللون، ة التي تصبح خضراء داكنة عند تعرضها للهواء. إن تسخين عينات من ألفا يوديد الكوبالت الثنائي تحت الفراغ إلى الدرجة 500°س يعطي الشكل بيتا، والذي هو عبارة عن بلورات صفراء. يمتص الشكل بيتا من يوديد الكوبالت الثنائي الرطوبة من الوسط المحيط متحولاً إلى قطرات خضراء. عند تسخين الشكل بيتا بعد عزله إلى درجات حرارة تصل إلى 400°س فإنه يتحول إلى الشكل ألفا.[3]

## التحضير
يحضر يوديد الكوبالت الثنائي من معالجة مسحوق فلز الكوبالت مع غاز يوديد الهيدروجين. بطريقة أخرى، يمكن تحضير الشكل المائي سداسي الهيدرات من يوديد الكوبالت الثنائي (CoI2(H2O)6) وذلك بمفاعلة أكسيد الكوبالت الثنائي مع حمض الهيدرويوديك.

## الاستخدامات
- يستخدم يوديد الكوبالت الثنائي اللامائي لاختبار وجود الماء في بعض المذيبات الجافة.[4]
- يستخدم يوديد الكوبالت في مجال كحفاز لبعض التفاعلات مثل تفاعل إضافة الكربونيل Carbonylation. كما يحفز تفاعل الديكيتين Diketene مع كاشف غرينيار وذلك من أجل تحضير مركبات التربينويد Terpenoid على سبيل المثال.[5]